# Poema del Mar Aquarium
Het Poema del Mar Aquarium is een groot openbaar aquarium op Gran Canaria in de Canarische Eilanden. Het opende zijn deuren op 17 december 2017. Het park is van dezelfde organisatie als de dierentuin Loro Parque op Tenerife. Het Poema del Mar Aquarium is opgedeeld in drie themagebieden en herbergt ongeveer 8 miljoen liter water. Poema del Mar betekent 'gedicht van de zee'. Het gebouw is zo'n 12.500 vierkante meter groot en is geïnspireerd op de werken van de Spaanse kunstenaar Nestor Martín-Fernández de la Torre.